# Коста д'Орза (Л'Аквила)
Коста д'Орза (итал. Costa d'Orsa) је насеље у Италији у округу Л'Аквила, региону Абруцо.
Према процени из 2011. у насељу је живело 18 становника. Насеље се налази на надморској висини од 302 м.